# Daniel Biss
Pour les articles homonymes, voir Biss.
Daniel Kálmán Biss, né le 27 août 1977 à Akron dans l'Ohio, est un mathématicien américain. Depuis 2011, il mène une carrière politique aux États-Unis.

## Biographie

### Famille et carrière scientifique
Il nait dans une famille de musiciens, et son frère est le célèbre pianiste Jonathan Biss.
Biss obtient son diplôme de premier cycle à l'université Harvard et son doctorat au MIT, tous deux en mathématiques.
Il remporte en 1999 le prix Morgan pour des travaux de recherche exceptionnels pour son niveau d'études en théorie des groupes et topologie. Cependant, certains des articles cités pour ce prix doivent être rétractés plusieurs années après leur publication, à cause d'erreurs irrattrapables. Son directeur de thèse était Michael J. Hopkins.
Biss est aussi assistant-professeur de mathématiques à l'université de Chicago.
Il participe à la rédaction de la nouvelle An Abundance of Katherines (en) pour la partie mathématique.

### Carrière politique
Après un premier échec en 2008 face à la républicaine Elizabeth Coulson, Biss est élu à la Chambre des représentants de l'Illinois en 2010. Dans le 17e district, il remporte 54 % des voix face au républicain Hamilton Chang. En 2012, il est élu au Sénat de l'Illinois avec 66 % des suffrages ; il y représente la banlieue nord de Chicago autour d'Evanston.
En mars 2017, il annonce sa candidature au poste de gouverneur de l'Illinois pour les élections de 2018. Il mène une campagne progressiste tournée vers la gauche du Parti démocrate, en se présentant en candidat de la classe moyenne. Il termine en deuxième position de la primaire démocrate avec environ 26 % des voix, derrière le milliardaire J. B. Pritzker (45 %) mais devant le fils de Bobby Kennedy Chris (24 %). Il remporte un certain succès auprès des jeunes, remportant les comtés universitaire de comté de Champaign et comté de McLean.

## Travaux divers
- (en) « The Homotopy Type of the Matroid Grassmannian », Annals of Mathematics, vol. 158, no 3,‎ 2003, p. 929–952 JSTOR 3597236 (cet article a subi une rétraction (erratum publié au même journal vol 170, no. 1 p. 493))
- (en) « The topological fundamental group and generalized covering spaces », Topology and its Applications, vol. 124, no 3,‎ 2002, p. 355–371 (DOI 10.1016/S0166-8641(01)00247-4) (cet article a subi une rétraction (annoncée dans le même journal, volume 217, (2017) p. 116))
- (en) « Hamiltonian decomposition of recursive circulant graphs », Discrete Mathematics, vol. 214, nos 1–3,‎ 2000, p. 89–99 (DOI 10.1016/S0012-365X(99)00199-5)
- (en) « A lower bound on the number of functions satisfying the strict avalanche criterion », Discrete Mathematics, vol. 185, nos 1–3,‎ 1998, p. 29–39 (DOI 10.1016/S0012-365X(97)00180-5)